# Lorentz Mortensen Angell
Pour les articles homonymes, voir Mortensen et Angell.
Lorentz Mortensen Angell, né le 9 mars 1626 et mort le 30 juillet 1697, était un marchand et propriétaire foncier en Norvège.

## Biographie
Il est né à Angeln, à l'est de Flensbourg, dans le sud du Schleswig. Vers 1650, il s’installa à Trondheim quand de nombreux marchands et commerçants de Flensburg participaient au commerce de la pêche le long de la côte norvégienne. Il a accumulé une fortune considérable en tant que marchand et armateur. Il était copropriétaire de Røros Copper Works et propriétaire important de nombreuses fermes dans le Nordland, dont le domaine de Tjøtta (Tjøttagodset) sur l'île Tjøtta à Alstahaug,.
Angell s'est marié trois fois. En 1653, il épousa Margrethe Hansdatter Puls (1631-1670). Elle est morte en 1670 après avoir donné naissance à six fils, dont cinq sont parvenus à l'âge adulte. En 1671, il épouse Abel Jespersdatter (1651-1683). Elle est morte en 1683 après avoir donné naissance à dix enfants, dont six ont atteint l'âge adulte. En 1684, il épousa Margrethe Pedersdatter, décédée en 1713. Elle lui a donné une fille. Il est le père de Hans Angell (1658-1728) et Albert Angell (1660-1705). Il est le grand-père de Thomas Angell.